# Georg Schümer
Georg Schümer (né le 11 décembre 1873 à Schüttorf, mort le 1er juin 1945 dans la même commune) est un homme politique allemand.

## Biographie
Fils du propriétaire du moulin de Schüttorf et distillateur d'eau-de-vie, il est issu d'une famille influente qui y vit depuis le XVIe siècle. Il étudie la théologie et la philosophie à Göttingen, Marburg et Berlin, et se convertit du protestantisme orthodoxe du comté de Bentheim vers une direction libérale. Schümer est brièvement candidat ministériel à Schüttorf. Bien qu'il ait passé le premier examen théologique, il renonce au poste d'enseignant supérieur en raison de ses faibles perspectives de carrière, de son activité politique et des préoccupations théologiques concernant la formulation des vœux d'ordination. Grâce à des études supplémentaires, il acquiert la licence pour enseigner la religion, l'allemand et le latin puis est enseignant à Lingen, Emden, Leer et Goslar et enseignant principal à Görlitz. À partir de 1903, il travaille à Magdebourg. Il prend le poste de directeur de l'école de Lessing en 1924, qu'il fait passer de Realschule en Oberschule.
À partir de 1898, Georg Schümer fait partie de la direction de l'Association nationale-sociale de Friedrich Naumann dans le comté de Bentheim, il réunit les travailleurs dans un parti protestant local. En tant qu'adjoint du publiciste berlinois Hellmut von Gerlach, qui tente à plusieurs reprises sans succès d'avoir un mandat politique dans le comté entre 1898 et 1903, Georg Schümer est de 1898 à 1899 le premier secrétaire pour la circonscription de Lingen-Bentheim, organisant de nombreux événements pour ce parti et soutient un syndicat partageant l'idéologie de l'Association nationale-sociale. Schümer participe aux congrès du parti nationale-sociale en tant que délégué pour la région d'Emsland/Bentheim, et plus tard pour la Frise orientale et Görlitz. Il préside l'association électorale créée par les nationaux-sociaux pour la circonscription de Meppen jusqu'à sa démission en avril 1899. Sa motion au congrès du parti de 1903 plutôt socialiste n'a pas de majorité. Sur ce, Schumer suit le chef du parti national-social Friedrich Naumann dans l'Union radicale, libérale de gauche. Schümer est le fondateur et président du groupe local de Magdebourg de l'association sociale-libérale, créée en décembre 1906, comme la section locale de l'Union radicale. En même temps, il est correspondant à Magdebourg pour l'ancien organe du parti national-sociale Die Hilfe de Berlin. Cependant, l'enseignant principal rompt avec ce nouveau groupement politique libéral de gauche proche du national-libéralisme. En 1908, comme Hellmuth von Gerlach, il est l'un des fondateurs de l'Union démocratique (de), qui échoue politiquement. Avant la Première Guerre mondiale, il est en particulier fortement impliqué dans l'Alliance allemande pour la réforme agraire. Pendant la Première Guerre mondiale, Schümer critique les plans d'annexion panallemande, il est donc mis sous surveillance et son courrier est censuré. L'expérience de la Première Guerre mondiale le conduit au pacifisme. Georg Schümer fonde et dirige la section locale de la Deutsche Friedensgesellschaft à Magdebourg. Il est également actif au sein de l'Association protestante et dans le præsidium de la Ligue allemande des droits de l'homme, qu'il quitte avec d'autres membres en 1926 en raison de différends internes sur le style de gestion du conseil. Auparavant, il était déjà membre du conseil d'administration de la Société pour une politique républicaine-démocratique, qu'il fonda en 1922 et fusionne avec la Ligue allemande des droits de l'homme en 1924. Le membre de longue date du conseil d'administration de l'Alliance allemande pour la réforme agraire rejoint le Parti démocrate allemand, libéral de gauche en 1918, comme Friedrich Naumann, et en 1919, il est élu de la circonscription de Magdebourg pour l'Assemblée constituante de l'État libre de Prusse. La même année, il devient membre de l'assemblée de l'église constituante prussienne, où il appartient à l'aile gauche. Aux élections du parlement prussien de 1921, il se présente à nouveau pour le DDP, mais en raison de la perte considérable de voix du parti, il ne revient pas au parlement. En 1923, Schümer passe du DDP au SPD et devint membre de l'Association des socialistes religieux en Allemagne (de). En outre, Georg Schümer est impliqué dans la ligue de tempérance, les écoles libres et la réconciliation. De 1920 à la fin de 1929, il fut membre du Comité exécutif du Reich de la Deutsche Friedensgesellschaft et participe à de nombreux congrès pacifistes dans le pays et à l'étranger. Au sein de la DFG, Schümer représente la tendance modérée et préconise la coopération avec le SPD et d'autres partis. Il rejette cependant un engagement unilatéral envers la gauche politique. En raison de querelles internes et d'une radicalisation croissante de l'association à travers la politique du président, il démissionne de la DFG, la section de Magdebourg le suit complètement. En se servant d'elle comme base, il fonde une "Ligue indépendante d'opposants à la guerre" fin 1929 et en devient le président. Il rejoint la "Ligue allemande de la paix" avec son groupe de Magdebourg et personnellement en 1931 la "Ligue évangélique de la paix". Avec le soutien de Ludwig Quidde, une autre tentative d'unir les pacifistes allemands est l'Association générale allemande pour la paix, qui est constituée en décembre 1932, puisque la DFG, politiquement isolée et mise à l'écart, perd de nombreux membres. Après avoir initialement pu enregistrer l'afflux et l'adhésion de personnalités bien connues, la prise de contrôle nationale-sociale met fin au pacifisme allemand organisé.
En 1933, lorsque les nazis arrivent au pouvoir, Schümer est brièvement arrêté pour son implication politique et pacifiste, démis de ses fonctions fin avril 1933 et finalement contraint à la retraite en août 1933. Dans les années suivantes, il s'occupe principalement de travaux théologiques. En raison de son passé politique, la section de Magdebourg de l'Église confessante lui refuse l'adhésion. En 1938, Schümer, qui est sous observation constante à Magdebourg, retourne dans sa ville natale de Schüttorf. Atteint d'un cancer depuis 1942, il devait être arrêté après le complot du 20 juillet 1944, mais son médecin réussit à retirer le mandat. Son fils Wilhelm Schümer (1909–1943) et sa fille Änne (1904–1982) sont également opposés à l'état nazi. Comme il s'est dit publiquement aussi opposé, il est à nouveau sous observation à Schüttorf à partir de novembre 1939. En juillet 1942, il est interrogé, sa maison fouillée et des livres confisqués.